# Res gestae saxonicae
Res gestae saxonicae sive annalium libri tres је хроника Видукинда из Корвеја из 10. века. 

## Дело
Видукинд је дело посветио Матилди, ћерки Отона Великог, која је у време писања имала око 12 година и била опатица Кведлинбурга. Основна намера Видукинда била је да покаже да је Господ увек на страни оних које је изабрао и да су чак и краљевска срца у Његовој руци. На тај начин је приказао владара као оруже Божје воље. Прва књига почиње описом Саксоније и митском историјом Саксонаца. У њој је описао и покрштавање Саксонаца од стране Карла Великог. Друга књига почиње доласком Отона I на власт. Трећа књига почиње нападом на Франачку који је реакција на француско пљачкање Ахена. Остале три књиге описују грађанске ратове у Немачкој са принцом Лиудолфом, Конрадом Црвеним и другим ратовима које је Отон водио. Описана је и Отонова победа у бици на Лешком пољу 955. године. 
Као изворе је Видукинд користио Живот Карла Великог од Ајнхарда и дела Беде Венерабилиса. Радо је цитирао Свето писмо, а познавао је и дела Вергилија, Овидија и других римских писаца. 